# Ilsemarie Schnering
Ilsemarie Schnering (Genthin, 28 de abril de 1909-Gernsbach, 3 de abril de 1995) fue una cantante lírica (soprano) y actriz alemana.

## Biografía
Nacida en Genthin, Alemania, tras su graduación escolar, se formó como cantante de ópera y como actriz. Entre otros escenarios, su carrera artística la llevó a los teatros Ekhof-Theater de Gotha, Staatstheater de Oldemburgo, Teatro de Lübeck, el Badisches Staatsteather Karlsruhe, el Stadttheater de Königsberg, el Teatro de Breslavia y el Staatstheater de Stuttgart. Desde 1957 trabajó como artista independiente.
Al mismo tiempo, Ilsemarie Schnering empezó una intensa actividad televisiva. Tuvo el papel protagonista en el telefilm de 1958 Die Frau des Fotografen. También fue la madre de Jim Hawkins (Michael Ande) en la miniserie de 1966 Die Schatzinsel, y una profesora de piano en otra miniserie, Tadellöser & Wolff (1975). 
Ilsemarie Schnering falleció en Gernsbach, Alemania, en el año 1995. Había estado temporalmente casada con el director Peter Beauvais.

## Filmografía (selección)
- 1955: Die falschen Nasen (telefilm)
- 1958: Die Frau des Fotografen (telefilm)
- 1959: Der Mann im Manne (telefilm)
- 1962: Geisterkomödie (telefilm)
- 1962: Schönes Wochenende (telefilm)
- 1963: Das Glück läuft hinterher
- 1964: Ich fahre Patschold (telefilm)
- 1964: Spätsommer (telefilm)
- 1965: Onkel Phils Nachlaß (telefilm)
- 1965: Bernhard Lichtenberg (telefilm)
- 1965: Ankunft bei Nacht (telefilm)
- 1966: Die Schatzinsel (miniserie TV)
- 1967: Das Kriminalmuseum (serie TV), episodio Die Zündschnur
- 1967: Der Zug der Zeit (telefilm)
- 1968: Ein Mann namens Harry Brent (miniserie TV)
- 1968: Gold für Montevasall (telefilm)
- 1969: Die Unverbesserlichen (serie TV), episodio und ihre Menschenkenntnis
- 1970: Trauer muß Elektra tragen (telefilm)
- 1971: Eine unwürdige Existenz (telefilm)
- 1972: Ein Chirurg erinnert sich (serie TV)
- 1972–1977: Tatort (serie TV), episodios Wenn Steine sprechen, Playback oder die Show geht weiter, Tod eines Einbrechers, Kassensturz y Finderlohn
- 1973: Die Powenzbande (miniserie TV)
- 1974: Eine geschiedene Frau (miniserie TV)
- 1974: Hamburg Transit (serie TV), episodio Die Postlady
- 1974: Zwangspause (telefilm)
- 1975: Tadellöser & Wolff (miniserie TV)
- 1975: Am Wege (telefilm)
- 1976: Kein Abend wie jeder andere (telefilm)
- 1977: Rückfälle (telefilm)
- 1978: Lady Audleys Geheimnis (miniserie TV)
- 1979: Jauche und Levkojen (serie TV)
- 1979: Kur in Travemünde (telefilm)
- 1980: Lucilla (serie TV)
- 1980: Die Weber (telefilm)
- 1980: Der Aufstieg – Ein Mann geht verloren (telefilm)
- 1982: Rom ist in der kleinsten Hütte (serie TV)
- 1982: St. Pauli-Landungsbrücken (serie TV, un episodio)
- 1982: Der kleine Bruder (telefilm)
- 1983: Für ’n Groschen Brause (telefilm)
- 1985: Die Krimistunde (serie TV), episodio Weibliche Hilfe
- 1986: Ein Fall für Zwei (serie TV), episodio Schwind passt auf
- 1992: Das Tier (telefilm)